# Air Uganda
Air Uganda (mã IATA = U7, mã ICAO = UGA) là hãng hàng không quốc gia của Uganda, trụ sở ở Kampala. Hãng có căn cứ chính ở Sân bay quốc tế Entebbe

## Lịch sử
Air Uganda được thành lập năm 2007 và bắt đầu các chuyến bay thương mại từ ngày 15.11.2007. Hãng do "Quỹ Phát triển Kinh tế Aga Khan" (Aga Khan Fund for Economic Development) (AKFED) làm chủ thông qua hãng Celestair. Hãng có các tuyến đường thường xuyên từ Entebbe tới nhiều nước trong vùng Đông Phi.

## Các nơi đến
- Kenya
  - Nairobi (Sân bay quốc tế Jomo Kenyatta)
- Sudan
  - Juba (Sân bay Juba)
- Tanzania
  - Dar-es-Salaam (Sân bay Dar es Salaam)
  - Kilimanjaro (Sân bay quốc tế Kilimanjaro)
  - Zanzibar (Sân bay quốc tế Zanzibar)
- Uganda
  - Entebbe (Sân bay quốc tế Entebbe)

## Đội máy bay
(Tháng 7/2008):
- 2 McDonnell Douglas MD-87
- 2 McDonnell Douglas DC9-32